# Chow Yun-fat
Chow Yun-fat (chiń. upr. 周润发; chiń. trad. 周潤發; pinyin Zhōu Rùnfā), wcześniej znany jako Donald Chow (ur. 18 maja 1955 na wyspie Lamma Island (Nányā Dǎo)) – hongkoński aktor i scenarzysta. Stał się znany ze współpracy z filmowcem Johnem Woo w filmach akcji Byle do jutra (1986), Płatny morderca (1989) i Dzieci triady (1992). Wystąpił w roli Li Mu-baia w sensacyjnym dramacie kostiumowym Przyczajony tygrys, ukryty smok (2000) i jako Sao Feng w komedii przygodowej fantasy Piraci z Karaibów: Na krańcu świata (2007).

## Życiorys

### Wczesne lata
Urodził się na wyspie Lamma Island (Nányā Dǎo) w Hongkongu, jako syn Chan Lai-fong (陳麗芳) i Chow Yung-Wan (周 容 允). Jego matka pracowała jako sprzątaczka i hodowała warzywa, ojciec pracował na tankowcu Shell Oil Company. Dorastał w społeczności rolniczej na wyspie Lamma, w domu bez prądu. Budził się o świcie każdego ranka, aby pomóc swojej matce sprzedawać na ulicach galaretkę ziołową i budyń herbaciany Hakka (客家 茶 粿); popołudniami chodził do pracy w polu. Kiedy miał dziesięć lat, wraz z rodziną przeniósł się do dzielnicy Kowloon w Hongkongu. W wieku 17 lat opuścił szkołę, aby wspierać rodzinę, wykonując dorywcze prace, w tym boya hotelowego, listonosza, sprzedawcy kamer i taksówkarza. Jego życie zaczęło się zmieniać po ukończeniu studiów, kiedy odpowiedział na ogłoszenie w gazecie, a jego podanie o staż aktorski zostało zaakceptowane przez TVB, lokalną stację telewizyjną. Podpisał trzyletni kontrakt ze studiem i zadebiutował jako aktor.

### Kariera
Zadebiutował na małym ekranie jako Tsui Fong w operze mydlanej TVB Chinese Folklore: God of River Lok (1974). Gdy ukończył studia przez 14 lat był kontraktowym aktorem telewizyjnym. Rozgłos w Chinach przyniósł mu udział w 128 odcinkach serialu Hotel (1976) i rola Hui Man-keung w The Bund (1980). Po raz pierwszy na dużym ekranie w filmie romantycznym Chi nu (1976). Jego pierwszym sukcesem kinowym była rola Wu Yueta w dramacie politycznym Ann Hui Historia Woo Viet (Woo yuet dik goo si, 1981).
Przełom w jego karierze nastąpił w połowie lat 80. Za kreację jako Yip Kim-fei w dramacie wojennym Dang doi lai ming (Hongkong 1941, 1984) otrzymał nagrodę dla najlepszego aktora na Asian Pacific Film Festival i nominację do Hong Kong Film Award, przyznawanych w Hongkongu tamtejszych Oscarów. Rola niewiernego męża Dereka w dramacie Kobieta (Nu ren xin, 1985) przyniosła mu drugą nominację do Hong Kong Film Award dla najlepszego aktora. Za rolę detektywa Lana w dramacie Dei ha ching (1986) był nominowany do Hong Kong Film Award dla najlepszego aktora drugoplanowego. Po raz pierwszy został uhonorowany Hong Kong Film Award za rolę Marka Gora w gangsterskim filmie Byle do jutra (1986) wyreżyserowanym przez Johna Woo. Współpraca Chow Yun-fata z Johnem Woo była dość długa i owocna, a na szczególną uwagę zasługują takie filmy jak Płatny morderca (1989), Był sobie złodziej (1991) i Dzieci triady (1992).
Jako Ko Chow w dreszczowcu sensacyjnym Płonące miasto (1987) otrzymał po raz drugi Hong Kong Film Award. Pierwszym amerykańskim filmem był sensacyjny dreszczowiec sensacyjny Antoine’a Fuqua Zabójczy układ (The Replacement Killers, 1998), gdzie wystąpił jako John Lee u boku Miry Sorvino i Michaela Rookera. W melodramacie historycznym Anna i król (1999) z Jodie Foster zagrał postać króla Mongkuta. Za rolę Li Mu-bai w sensacyjnym dramacie kostiumowym Ang Lee Przyczajony tygrys, ukryty smok (2000) zdobył nominację do Nagrody Saturna w kategorii najlepszy aktor. Kasowym sukcesem okazała się komedia sensacyjna Kuloodporny (2003), gdzie wystąpił w roli bezimiennego mnicha.

## Wybrana filmografia
- Woo Yuet dik goo si (1981)
- Dang doi lai ming (1984)
- Byle do jutra (1986)
- Płonące miasto (1987)
- Chou tin dik tong wah (1987)
- Gaam yuk fung wan (1987)
- Byle do jutra II (1987)
- A Lang de gu shi (1989)
- Płatny morderca (1989)
- Byle do jutra III (1989)
- Du shen (1989)
- Był sobie złodziej (1991)
- Jian yu feng yun II: Tao fan (1991)
- Dzieci triady (1992)
- Xia dao Gao Fei (1992)
- Du shen xu ji (1994)
- Hua qi Shao Lin (1994)
- Woh ping faan dim (1995)
- Zabójczy układ (1998)
- Koruptor (1999)
- Anna i król (1999)
- Przyczajony tygrys, ukryty smok (2000)
- Kuloodporny (2003)
- Cesarzowa (film) (2006)
- Piraci z Karaibów: Na krańcu świata (2007)
- Dzieci z Jedwabnego Szlaku (2008)
- Dragonball: Ewolucja (2009)